# Lecanoideus
Lecanoideus es un género no confirmado de hemíptero de la familia Aleyrodidae, subfamilia: Aleyrodinae.

## Especies
- Lecanoideus floccissimus Martin, Hérnandez-Suárez & Carnero, 1997
- Lecanoideus mirabilis (Cockerell, 1898)